# Frente Unida das Forças Federalistas e Confederalistas Etíopes
A Frente Unida das Forças Federalistas e Confederalistas da Etiópia é uma coalizão de nove grupos rebeldes etíopes, incluindo a Frente de Libertação do Povo Tigray e o Exército de Libertação Oromo, criada no final de 2021 durante a Guerra de Tigray. 

## Criação

### Aliança
Em agosto de 2021, o líder da Frente de Libertação do Povo Tigray Debretsion Gebremichael e o porta-voz Getachew Reda afirmaram que a organização estava em negociações com o Exército de Libertação Oromo para cooperar na luta contra a Força de Defesa Nacional da Etiópia. O porta-voz do Exército de Libertação Oromo, Odaa Tarbii, afirmou que os dois grupos "compartilham  informações e coordenam estratégias" e que a motivação para a cooperação era "o entendimento mútuo de que a ditadura de Abiy deve ser removida". 

### Aliança de nove grupos
No final de outubro de 2021, as negociações haviam se estendido a vários grupos rebeldes menores. Em 5 de novembro de 2021, foi anunciado que a aliança seria composta pelos seguintes nove grupos:
- Frente de Unidade Democrática Revolucionária Afar;
- Movimento Democrático Agaw;
- Movimento de Libertação do Povo Benishangul;
- Exército de Libertação Popular de Gambella;
- Movimento Global Kimant pelos Direitos do Povo e pela Justiça / Partido Democrático de Kimant;
- Exército de Libertação Oromo;
- Frente de Libertação Nacional de Sidama;
- Resistência do Estado Somali; e
- Frente de Libertação do Povo Tigray.[3]

## Objetivos
A aliança declarou que seu objetivo era "desmantelar o governo de Abiy pela força ou por negociações, e então formar uma autoridade de transição." 

## Reações
Gedion Timotheos, o Ministro da Justiça da Etiópia, chamou o anúncio da aliança em 5 de novembro de "golpe publicitário" e afirmou que alguns dos grupos participantes "não eram realmente organizações com alguma força".